# Doctor of Doom
Doctor of Doom è il secondo cortometraggio d'animazione diretto dal ventunenne Tim Burton in omaggio al film Frankenstein.
Nel film, ambientato in un laboratorio pieno di invenzioni, uno scienziato eccentrico mostra la sua ultima creatura: un uomo con la testa di elefante.